# Okręty patrolowe typu Hawk
Okręty patrolowe typu Hawk – typ trzech kutrów patrolowych zbudowanych dla marynarki wojennej Jordanii przez brytyjską stocznię Vosper Thornycroft w Portchester.
Okręty zamówione zostały w marcu 1988 roku, a do służby trafiły we wrześniu 1991 roku.

## Okręty
- „Al Hussein” (101)
- „Al Hussan” (102)
- „Abdullah” (103)